# International Challenger Zhangjiagang 2023 - Doppio
Il doppio del torneo di tennis professionistico International Challenger Zhangjiagang 2023, facente parte della categoria Challenger 75 nell'ambito dell'ATP Challenger Tour 2023, si è giocato dal 28 agosto al 3 settembre a Zhangjiagang, in Cina. Max Purcell e Luke Saville erano i detentori del titolo ma solo Saville ha difeso il titolo in coppia con Li Tu ma sono stati eliminati ai quarti di finale da Toshihide Matsui e Kaito Uesugi.
In finale Ray Ho e Matthew Romios hanno sconfitto Francis Casey Alcantara e Sun Fajing con il punteggio di 6–3, 6–4.

## Teste di serie
1. Toshihide Matsui /  Kaito Uesugi (semifinale)
2. Rithvik Choudary Bollipalli /  Arjun Kadhe (primo turno)

1. Colin Sinclair /  Rubin Statham (primo turno)
2. Ray Ho /  Matthew Romios (campioni)

## Wildcard
1. Cui Jie /  Liu Hanyi (primo turno)

1. Li Hanwen /  Wang Xiaofei (quarti di finale)

## Ranking protetto
1. Markos Kalovelonis /  Stefanos Sakellaridis (quarti di finale)

## Alternate
1. Ivan Denisov /  Leonid Sheyngezikht (primo turno)

## Tabellone

### Legenda
| - Q = Qualificato - WC = Wild card - LL = Lucky loser | - ALT = Alternate - SE = Special Exempt - PR = Protected Ranking | - w/o = Walkover - r = Ritirato - d = Squalificato |

|  | Primo turno | Primo turno                  | Primo turno              | Primo turno | Primo turno |  |  | Quarti di finale | Quarti di finale             | Quarti di finale             | Quarti di finale   | Quarti di finale   |    |      | Semifinali | Semifinali            | Semifinali            | Semifinali                         | Semifinali                         |   |   | Finale | Finale | Finale | Finale | Finale |  |
|  |             |                              |                          |             |             |  |  |                  |                              |                              |                    |                    |    |      |            |                       |                       |                                    |                                    |   |   |        |        |        |        |        |  |
|  | 1           | T Matsui K Uesugi            | T Matsui K Uesugi        | 7           | 6           |  |  |                  |                              |                              |                    |                    |    |      |            |                       |                       |                                    |                                    |   |   |        |        |        |        |        |  |
|  | Alt         | I Denisov L Sheyngezikht     | I Denisov L Sheyngezikht | 65          | 4           |  |  | 1                | T Matsui K Uesugi            | 6                            | 1                  | [10]               |    |      |            |                       |                       |                                    |                                    |   |   |        |        |        |        |        |  |
|  |             | F Peliwo A Weber             | F Peliwo A Weber         | 3           | 1           |  |  |                  | L Saville L Tu               | 4                            | 6                  | [7]                |    |      |            |                       |                       |                                    |                                    |   |   |        |        |        |        |        |  |
|  |             | L Saville L Tu               | L Saville L Tu           | 6           | 6           |  |  |                  |                              |                              |                    |                    |    |      | 1          | T Matsui K Uesugi     | 4                     | 7                                  | [5]                                |   |   |        |        |        |        |        |  |
|  | 4           | R Ho MC Romios               | R Ho MC Romios           | 6           | 6           |  |  |                  |                              | 4                            | R Ho MC Romios     | 6                  | 5  | [10] |            |                       |                       |                                    |                                    |   |   |        |        |        |        |        |  |
|  |             | N Chappell R Noguchi         | N Chappell R Noguchi     | 3           | 2           |  |  | 4                | R Ho MC Romios               | R Ho MC Romios               | 7                  | 6                  |    |      |            |                       |                       |                                    |                                    |   |   |        |        |        |        |        |  |
|  | WC          | J Cui H Liu                  | 6                        | 3           | [4]         |  |  | PR               | M Kalovelonis S Sakellaridis | M Kalovelonis S Sakellaridis | 5                  | 2                  |    |      |            |                       |                       |                                    |                                    |   |   |        |        |        |        |        |  |
|  | PR          | M Kalovelonis S Sakellaridis | 3                        | 6           | [10]        |  |  |                  |                              |                              |                    |                    |    |      | 4          | Ray Ho Matthew Romios | Ray Ho Matthew Romios | 6                                  | 6                                  |   |   |        |        |        |        |        |  |
|  |             | Y Bu R Te                    | Y Bu R Te                | 6           | 6           |  |  |                  |                              |                              |                    |                    |    |      |            |                       |                       | Francis Casey Alcantara Sun Fajing | Francis Casey Alcantara Sun Fajing | 3 | 4 |        |        |        |        |        |  |
|  |             | A Ayeni E Zhu                | A Ayeni E Zhu            | 3           | 4           |  |  |                  | Y Bu R Te                    | 5                            | 6                  | [10]               |    |      |            |                       |                       |                                    |                                    |   |   |        |        |        |        |        |  |
|  |             | K Uchida Y Uchiyama          | 7                        | 4           | [10]        |  |  |                  | K Uchida Y Uchiyama          | 7                            | 1                  | [5]                |    |      |            |                       |                       |                                    |                                    |   |   |        |        |        |        |        |  |
|  | 3           | C Sinclair R Statham         | 64                       | 6           | [7]         |  |  |                  |                              |                              |                    |                    |    |      |            | Y Bu R Te             | Y Bu R Te             | 67                                 | 3                                  |   |   |        |        |        |        |        |  |
|  |             | L Giustino R Strombachs      | 5                        | 78          | [9]         |  |  |                  |                              |                              | FC Alcantara F Sun | FC Alcantara F Sun | 79 | 6    |            |                       |                       |                                    |                                    |   |   |        |        |        |        |        |  |
|  | WC          | H Li X Wang                  | 7                        | 6           | [11]        |  |  | WC               | H Li X Wang                  | H Li X Wang                  | 3                  | 1                  |    |      |            |                       |                       |                                    |                                    |   |   |        |        |        |        |        |  |
|  |             | FC Alcantara F Sun           | FC Alcantara F Sun       | 6           | 6           |  |  |                  | FC Alcantara F Sun           | FC Alcantara F Sun           | 6                  | 6                  |    |      |            |                       |                       |                                    |                                    |   |   |        |        |        |        |        |  |
|  | 2           | RC Bollipalli A Kadhe        | RC Bollipalli A Kadhe    | 0           | 3           |  |  |                  |                              |                              |                    |                    |    |      |            |                       |                       |                                    |                                    |   |   |        |        |        |        |        |  |